# Ronnie Radke
Ronald Joseph "Ronnie" Radke (Las Vegas, 15 december 1983) is een Amerikaanse zanger en componist. Hij is de oprichter en voormalig zanger van posthardcore/metalcore-band Escape the Fate. En ook is hij de oprichter en huidige zanger van Falling in Reverse.

## Biografie
Ronald Radke is geboren op 15 december 1983 en groeide op in een arm gezin met zijn vader en oudere broer. Radke ontmoette Max Green en Bryan Money op school. In 2004 vormden ze de band Escape the Fate, samen met gitarist Omar Espinosa en drummer Robert Ortiz. Al binnen een maand waren ze succesvol op de lokale radiostations en snel daarna in heel Nevada. In september 2005 wonnen ze een lokale radiowedstrijd, met in de jury My Chemical Romance, die de mogelijkheid boden om op te treden in het voorprogramma van hun tournee met Alkaline Trio en Reggie en de Full Effect. Eind 2005 tekenden ze bij Epitaph Records en begonnen met hun eerste ep, met daarop 5 nummers, "There's No Sympathy for the Dead". Op 26 september 2006 bracht de band hun eerste album uit, "Dying Is Your Latest Fashion". Als singles werden "Not Good Enough for the Truth in Cliche" en "Situations" uitgebracht. Het album stond in de Billboard charts op nummer 12, op de Heatseekers Albums categorie en heeft een 19e plaats bereikt op de Independent Albums categorie.
Ronnie's vertrek uit de band, een week voor de release van het eerste album "Dying is Your Latest Fashion", had te maken met de beschuldiging van moord op een jonge man. Later werd bekend dat Ronnie verslaafd was aan drugs en een aantal andere problemen had. Ronnie Radke werd uit de band gegooid toen hij werd veroordeeld tot een gevangenisstraf voor betrokkenheid bij een vechtpartij die leidde tot de dood van Michael Cook.
In een interview in de gevangenis, zei Ronnie dat de echte schuldigen Chase Rader en Max Green waren, de eerste werd ingeschakeld op het moment van de vechtpartij, de tweede tijdens de vechtpartij. Maar de twee werden vrijgesproken op basis van zelfverdediging.
Ronnie werd veroordeeld tot 4 jaar gevangenisstraf, op 12 december 2008 kwam hij vrij.
In december 2008 startte Ronnie Radke een band genaamd "From Behind These Walls", die werd omgedoopt tot Falling in Reverse. Nadat het nieuws van de nieuwe band bekend werd, werd Radke veroordeeld tot een gevangenisstraf tot december 2010. Daarop werd aangekondigd dat de opnames met zijn nieuwe band zouden beginnen. Ze begonnen met het vrijgeven van hun eerste single "Raised By Wolves", gevolgd door het album "The Drug In Me Is You", dat op 26 juli 2011 vrijgegeven werd door Epitaph Records.

## Discografie

### Albums
Escape the Fate
- Escape the Fate (demo-ep, 2005)
- There's No Sympathy for the Dead (2006)
- Dying Is Your Latest Fashion (2006)
- Situations (ep, 2007)

Falling in Reverse
- Listen Up! (demo, 2009)
- The Drug in Me Is You (2011)
- Fashionably Late (2013)
- Just Like You (2015)
- Coming Home (2017)
- Popular Monster (2024)